# Projet MidCat-STEP
Le projet MidCat-STEP (Midi-Catalogne - South Transit East Pyrénées) était un projet de gazoduc entre la France et l'Espagne à travers les Pyrénées. Il est définitivement abandonné après l'annonce, le 20 octobre 2022, par l'Espagne, la France et le Portugal, d'un accord sur la construction d'un nouveau gazoduc reliant Barcelone à Marseille en passant sous la Méditerranée.

## Gazoducs transpyrénéens actuels
Seuls 2 gazoducs de faible capacité relient actuellement les deux pays à Larrau et Biriatou, dans le Pays basque français, tous deux formant le point d'interconnexion virtuel (PIV) nommé Pirineos.

## Caractéristiques du projet
Le projet MidCat est initié en 2013 et vise à relier les réseaux gaziers français et espagnol entre les villes de Barbaira, proche de Carcassonne, et d'Hostalric, proche de Gérone, en passant par le col du Perthus.
Cette nouvelle interconnexion entre les réseaux gaziers français et espagnol permettrait à l'Europe de bénéficier des installations espagnoles, à savoir l'accès aux 2 gazoducs Medgaz et Maghreb-Europe en provenance des gisements algériens et aux 6 terminaux de regazéification. L'Espagne héberge 34 % de la capacité de regazéification de l'Union européenne et 45 % de la capacité de stockage (cuves et sites souterrains) en 2022.
Le projet, renommé STEP entre-temps, est rejeté à la fois par la Commission de régulation de l’énergie (CRE) et la Comisión nacional de los mercados y la competencia (CNMC) en 2019 en raison de son faible intérêt commercial pour les deux pays. Son coût, estimé à 500 millions d'euros, et son impact écologique ont également été critiqués.
Le projet refait surface à la suite de l'invasion de l'Ukraine par la Russie en 2022 et la baisse des approvisionnements en gaz en provenance de Russie. Le projet, poussé par l'Allemagne, pourrait être relancé sous couvert de financement européen. La ministre espagnole de la Transition écologique, Teresa Ribera, en appelle à la solidarité européenne. Une bonne partie du gazoduc MidCat est déjà prête côté espagnol et selon elle, il serait possible de le connecter à la frontière française d'ici huit à neuf mois. Il s'agira à terme d'une infrastructure stratégique pour la transition écologique puisque les tuyaux devraient être adaptés au transport de l'hydrogène vert. La présidente de la Commission de régulation de l'énergie française, Emmanuelle Wargon, souligne que cela n'est pas une réponse à la crise actuelle, puisque la mise en service aurait lieu dans cinq ou dix ans, mais reconnait que la crise énergétique « bouleverse les équations. Cette infrastructure est probablement plus rentable si elle sert de façon durable à réacheminer du gaz vers des pays comme l'Allemagne. C'est un sujet qui se regarde ».
Emmanuel Macron réitère l'opposition de la France au projet en septembre 2022, les deux gazoducs actuels étant utilisés à seulement 53 % de leur capacité, et souhaite privilégier les interconnexions électriques plutôt que les interconnexions gazières : « Les experts sont formels, un gazoduc ne pourra pas transporter de l'hydrogène. De plus, il serait aberrant de transporter de l'hydrogène pour aller produire de l'électricité à l'autre bout de l'Europe. Il sera plus cohérent de faire passer de l'électricité bas carbone produite en Espagne et de l'acheminer là où il y aura des besoins »,.
Le projet MidCat-STEP est définitivement abandonné après l'annonce, le 20 octobre 2022, par l'Espagne, la France et le Portugal, d'un accord sur la construction d'un nouveau gazoduc surnommé BarMar reliant Barcelone à Marseille en passant sous la Méditerranée.